# TOKYOパニックごっくんNITE
『TOKYOパニックごっくんNITE』（トウキョウパニックごっくんナイト）は、アール・エフ・ラジオ日本の平日の夜の時間帯で放送されていたラジオ番組である。

## 概要
レギュラーを固定せず、毎日のようにスペシャルパーソナリティが登場して番組が進められていた。番組のマンネリ化防止が目的だったようである。エンディングには、その日のパーソナリティが翌日のパーソナリティを紹介してから番組を終えていた。「今日はぼくらのカーニバル」がサブタイトルに付いていた。
『京急ミュージックトレイン』、『ちょっと早目のコンサート』などのコーナーが設定されていたが、当然ながら各コーナーともその日出演するパーソナリティによって雰囲気が全然違う、ということもセールスポイントでもあった。
各曜日ごとに月一回または月二回ペースで出演する準レギュラーパーソナリティが存在しており、中でも木曜日のメグリンは月三回ペースでの出演でこの中では最多出演であった。水曜日に俳優、女優が出演することが多く、火曜日はほぼ週替わりの状態だった。

## 放送時間
- 1987年4月6日 - 同年10月2日 月曜日 - 金曜日 21:50 - 23:30
- 1987年10月5日 - 同年12月4日 月曜日 - 金曜日 22:00 - 23:20
- 1987年12月7日 - 1988年1月29日 月曜日 - 金曜日 21:45 - 23:00
- 1988年2月1日 - 同年4月8日 月曜日 - 金曜日 22:00 - 23:00

## パーソナリティ[3]

### 5回以上の出演者
- 月曜日
  - 白井貴子 （1987年4月6日から1988年2月22日まで6回出演・第1回パーソナリティ）
  - 岡村靖幸 （1987年4月20日から同年6月29日まで5回出演）
  - 小松康伸 （1987年5月11日から1988年3月7日まで16回出演）
  - 竹内かなえ （1987年6月1日から1988年2月8日まで8回出演）
  - 谷村有美 （1987年8月3日から1988年3月14日まで8回出演）

- 水曜日
  - 上田浩恵 （1987年5月6日から1988年4月6日まで22回出演）

- 木曜日
  - メグリン （1987年4月16日から1988年4月7日まで35回出演）

当時渡辺プロのお笑い集団「BIG THURSDAY」（ビッグサースデー）出身のタレント、現恵俊彰。

- 金曜日
  - 森川美穂 （1987年4月10日から1988年3月4日まで13回出演）
  - 石川優子 （1987年4月24日から1988年4月1日まで11回出演）
  - 近藤達成 （1987年5月1日から1988年4月8日まで10回出演・最終回パーソナリティ）
  - 谷山浩子 （1987年6月19日から1988年3月11日まで9回出演）
  - 野田幹子 （1987年7月31日から1988年3月18日まで5回出演）

### その他のスペシャルパーソナリティ
- 庄野真代 （1987年4月7日）
- BIG THURSDAY （1987年4月8日）
- TUBE （1987年4月9日、同年9月9日）
- ZIGZAG （1987年4月14日、同年6月9日、同年8月18日、1988年1月19日）
- 真璃子 （1987年4月21日）
- 翔（元横浜銀蝿） （1987年4月21日）
- スターダストレビュー （1987年4月27日）
- EPO （1987年4月28日）
- 吉川十和子 （1987年4月29日）
- BOØWY （1987年4月30日、同年9月8日、1988年2月24日）
- 香坂みゆき （1987年5月5日、同年10月14日）
- おきゃんぴー （1987年5月12日、同年7月14日、同年9月1日）
- 東てる美 （1987年5月13日）
- 尾崎和行 （1987年5月15日）
- 中村ゆうじ （1987年5月19日）
- 斉藤由貴 （1987年5月20日）
- 斉藤ノブ （1987年5月26日、同年9月22日）
- 松岡直也 （1987年5月27日）
- TOSHITARO （1987年5月28日）
- 南こうせつ （1987年6月2日）
- 前田賀奈子 （1987年6月10日 - 当時『光戦隊マスクマン』にレギュラー出演）
- 鈴木さえ子 （1987年6月16日）
- ジャドーズ （1987年6月23日、同年11月10日、1988年1月5日）
- 羽賀研二 （1987年6月24日）
- スクランブル （1987年6月25日）
- 森雪之丞 （1987年6月30日）
- 千年コメッツ （1987年7月7日、同年10月27日、同年11月24日、1988年3月15日）
- 川野太郎 （1987年7月8日）
- 渡辺美里 （1987年7月13日）
- サエキけんぞう （1987年7月21日）
- 永田貴士 （1987年7月22日）
- REACTION （1987年7月28日）
- 長山洋子 （1987年7月29日）
- 松岡英明 （1987年7月30日）
- 村田和人 （1987年8月4日、同年12月8日）
- 蝦名由紀子 （1987年8月12日）
- 島田奈美 （1987年8月20日、同年11月5日、1988年2月4日）
- 谷幹一 （1987年8月26日）
- 田代まさし （1987年9月3日）
- 大沢誉志幸 （1987年9月10日）
- 安藤秀樹 （1987年9月14日）
- DER ZIBET （1987年9月15日）
- 篠ひろ子、清水由貴子 （1987年9月23日、1988年1月27日）
- 南佳孝 （1987年9月29日）
- 岩城憲 （1987年9月30日）
- ちわきまゆみ （1987年10月1日）
- ZELDA （1987年10月5日）
- 池田政典 （1987年10月6日）
- SHOW-YA （1987年10月8日）
- てつ100% （1987年10月13日）
- 近田春夫 （1987年10月20日）
- 森永奈緒美 （1987年10月28日）
- 国安わたる （1987年11月3日）
- 山本ゆか里 （1987年11月11日）
- JG'S （1987年11月17日）
- 青山孝 （1987年11月25日）
- 米米CLUB （1987年11月26日）
- ペッパーボーイズ （1987年12月7日、1988年1月11日、同年3月21日）
- 桂木文 （1987年12月9日）
- 44MAGNUM （1987年12月22日、1988年4月5日）
- 内田裕也 （1987年12月23日）
- アリス （1987年12月29日）
- 国分友里恵 （1988年1月12日）
- PRESENCE （1988年1月12日、同年2月16日）
- 清水善三 （1988年1月13日）
- C-C-B （1988年1月21日）
- 原みどり （1988年1月26日）
- 沢田研二 （1988年2月2日）
- 清水ミチコ （1988年2月9日）
- 水島裕 （1988年2月10日）
- 中原めいこ （1988年2月11日）
- 佐木伸誘 （1988年2月29日、同年4月4日）
- ラフィンノーズ （1988年3月1日）
- 森川正太 （1988年3月9日）
- 藤井一子 （1988年3月9日）
- ROLLY （1988年3月17日）
- 種ともこ （1988年3月22日）
- 河合奈保子 （1988年3月30日）

## コーナー
- 大ヒットは夜つくられる
ヒットしている曲の作詞家、作曲家、歌手などに電話をつなぎ、色々なエピソードなどをきいていた。
- シティパフォーマンス
その日のパーソナリティが、肌で感じた出来事などを語っていた。
- ひと晩だけのおつきあい ゲストコーナー
- ちょっと早目のコンサート
ステージ裏の話や、取って置き・マル秘の情報などを紹介。